# Brede school
De brede school is - in Nederland en Vlaanderen - een definitie voor de samenwerkende partijen die zich bezighouden met opgroeiende kinderen. Hierbij hoort in ieder geval onderwijs en welzijn, maar vaak ook kinderopvang, cultuur, sport, de bibliotheek, enz.
In Vlaanderen is "De Brede School" in 2003-2004 voor het eerst onderzocht door het Hoger instituut voor de Arbeid (HIVA) in opdracht van het Vlaamse onderwijsdepartement. Een eerste expertisecentrum werd (2006) opgericht in de schoot van de Katholieke Hogeschool Kortrijk. Inmiddels zijn er doorheen Vlaanderen en Brussel verschillende Brede Scholen opgericht. 
In Brussel keurde het College van de Vlaamse Gemeenschapscommissie eind 2010 een visietekst goed. Sindsdien implementeert en verankert de VGC deze visie door inhoudelijke ondersteuning, lokale coördinatie en subsidies voor Brede Scholen in Brussel. Het Onderwijscentrum Brussel zorgt voor ondersteuning en kwaliteitsbewaking van de lokale Brede Scholen in Brussel.

## Definitie
De brede school is een samenwerkingsverband tussen partijen die zich bezighouden met opgroeiende kinderen. Doel van het samenwerkingsverband is de ontwikkelingskansen van de kinderen te vergroten. Een ander doel kan zijn een doorlopende, en op elkaar aansluitende opvang te bieden. Onderwijs is in elk geval participant. Kinderopvang, welzijn, peuterspeelzaal, sport, fysiotherapie, cultuur, bibliotheek en andere instellingen kunnen ook een onderdeel van de brede school zijn.

## De praktijk
De brede school komt tot nu vooral voor in het basisonderwijs, maar het voortgezet onderwijs is begonnen aan een inhaalslag. Er zijn in 2009 ongeveer 1200  brede scholen in het primair onderwijs.
Door de motie Van Aartsen-Bos (2005), die in 2007 tot een wetswijziging van de WPO heeft geleid, gaan veel basisscholen nu een samenwerking aan met de kinderopvang. Deze wetswijziging vraagt namelijk van scholen om opvang (BSO) te regelen, indien ouders daar om vragen. Ook in het project dagarrangementen en combinatiefuncties (2006-2008) is de ontwikkeling van voor-, tussen- en naschoolse opvang in een samenhangend arrangement gestimuleerd. Nu moeten (vaak jonge) kinderen vaak eerst naar de buitenschoolse opvang (BSO), dan naar school, dan overblijven, dan weer in de klas, dan weer naar de BSO, en zijn daardoor de hele dag onderweg van de ene plek naar de andere.
Scholen die samenwerken met peuterspeelzaal en kinderopvang kunnen worden beschouwd als basisvoorzieningen. Brede scholen hebben meer ambities. Die willen ook op het gebied van sport, cultuur, zorg en mogelijke andere terreinen zinvolle arrangementen creëren voor kinderen. Meestal verbinden Brede Scholen ook verschillende vormen van onderwijs en jeugdzorg. Vaak zijn er binnen brede scholen ook peuterspeelzalen en crèches aanwezig waardoor een doorgaande leerlijn wordt gerealiseerd. In sommige gevallen hebben ook het Consultatiebureau of bureaus voor Jeugdzorg een plek binnen de Brede School. Het doel van dit alles is ook om de lijnen tussen de verschillende instellingen te bekorten en zo, wanneer daar behoefte aan is, de zorg voor kinderen efficiënter te maken. Doelmatiger zijn die samenwerkingsverbanden meestal ook, doordat de middelen van de verschillende instellingen (kunnen) worden gebundeld. Met name op het punt van huisvesting brengt dit voordelen mee, ten opzichte van de situatie waarin elk van deze instellingen in eigen huisvesting zou moeten voorzien.

## Geschiedenis
De eerste brede scholen kwamen in de jaren 80 van de 20e eeuw in Zweden en Groot-Brittannië, en ruim tien jaar later ook in Nederland, onder andere in Groningen, waar de eerste school van dit type werd geïnitieerd door D66-wethouder Henk Pijlman, onder de naam  Vensterschool. De Groninger vensterscholen hadden een voorbeeldfunctie binnen het WRR-rapport Vertrouwen in de buurt. Later volgden andere Nederlandse steden met vergelijkbare concepten van Brede Scholen, die - bijvoorbeeld in Amsterdam ook wel Community Schools werden genoemd.  In 2004 zijn het er al ruim 500. De scholen zijn actief onder vele namen, in Utrecht wordt bijvoorbeeld gesproken van een Forumschool, en in Eindhoven van spilcentrum. Voor alle geldt dat het kind centraal staat en dat traditionele schotten tussen verschillende instanties die zich bezighouden met het welzijn van kinderen, worden geslecht. 
In de praktijk bleek namelijk vaak dat verschillende instellingen weliswaar vonden dat hun "werksoort" totaal verschilde van die van andere instellingen, maar dat men elkaar niet of nauwelijks kende. Door dit soort instanties ook fysiek bij elkaar te brengen, konden veel vooroordelen worden weggenomen, en kon veel beter daadwerkelijk samenwerking worden gerealiseerd.